# 新沃利亞爾卡
47°37′10″N 29°26′10″E / 47.61944°N 29.43611°E
新沃利亞爾卡（烏克蘭語：Нова Волярка）是位於烏克蘭西南部的村莊，由敖德萨州波季利斯克区的奧克尼市鎮負責管轄。該村始建於1771年，面積0.35平方公里，海拔高度203米，2001年人口6，人口密度每平方公里17.14人。